# Administratieve organisatie
Administratieve organisatie (AO) is een vakgebied binnen de informatiekunde en bedrijfsleer. Het houdt zich bezig met het functioneren van de organisatie, de informatie die hieruit voortkomt en het complex van maatregelen om het functioneren en informeren naar wens te laten verlopen. Een meer moderne vertaling van het begrip AO is bestuurlijke informatieverzorging of kortweg informatiekunde.

## Overzicht
In de onderneming is de administratieve organisatie, dat deel van de organisatie met als doel het vastleggen van alle transacties, rechten, verplichtingen en waarden van de onderneming en de bescherming van die waarden. 
Een deugdelijke administratieve organisatie is van belang om te voldoen aan artikel 10 eerste lid Boek 2 Burgerlijk wetboek en om op de juiste wijze financiële verantwoording te kunnen afleggen en daardoor een goedkeurende controleverklaring (voorheen: accountantsverklaring) te verkrijgen. 
De Amerikaanse benaming voor administratieve organisatie is “Process Control” een van de drie constituerende functies van Management Control.

## Kernbegrippen

### Waardekringloop
Hier wordt een onderneming procesmatig geanalyseerd en niet afdelingsgewijs of enig ander wijze. Met de
waardekringloop wordt een verband gelegd tussen de goederenbeweging en de geldbeweging.
Verder geeft administratieve organisatie, door de procesmatige benadering, de verbanden weer tussen de
bedrijfsprocessen.
Sinds het concept van Value Chain, geïntroduceerd door de Amerikaanse hoogleraar strategie Michael Porter, geldt het concept van waardekringloop als verouderd, evenals de bedrijfstypologie van Starreveld. Een verdere ontwikkeling is dat in de onderneming van de 21ste eeuw processen afgeleid zijn van de klantwaardepropositie, “Process follows Proposition”.

### Typologie
Het in de jaren 50 door Remmer Willem Starreveld ontworpen typologiemodel had tot doel het aantal verschillende soorten huishoudingen (organisaties) sterk te vereenvoudigen en terug te brengen tot enkele basistypen. Hierbij vormt de waardekringloop het uitgangspunt. Selectiecriteria hierbij zijn:
1. het soortcriterium : in hoeverre zijn interne controlemaatregelen inzetbaar om zekerheid te verkrijgen rondom de volledigheid van de opbrengstverantwoording;
2. het volgordecriterium : de afnemende mogelijkheid om deze controle te baseren op het verband tussen opgeofferde en verkregen zaken, zoals dit in het waardekringloopproces naar voren komt.

Binnen het soortcriterium wordt verder onderscheid gemaakt tussen:
1. handel, bij dit type organisatie ontbreekt een omzettingsproces;
2. industrie, in dit type organisatie vindt een technisch omzettingsproces plaats;
3. extractie en agrarisch;
4. dienstverlening, waarbij men het volgende onderscheid maakt:
  - er is sprake van een goederenbeweging;
  - beschikbaarstelling van ruimte;
  - overige.
5. financiële dienstverlening.
6. Niet voor de markt producerend

### Interne controle
Onder interne controle (AO/IC) wordt de controle verstaan op de oordeelsvorming en activiteiten van anderen om de onderneming te kunnen besturen, mits deze controle door of namens de leiding van de organisatie wordt uitgevoerd. Het begrip interne controle dient niet verward te worden met het Angelsaksisch begrip internal control (Nederlands: interne beheersing, AO/IB). Dit houdt namelijk veel meer in dan het Nederlandse begrip interne controle.
Stappenplan in Interne Controle:
1. het vaststellen van normen (soll);
2. het waarnemen van de werkelijkheid (ist);
3. het toetsen van de werkelijkheid aan de normen, met als doel het vaststellen van afwijkingen;
4. deze afwijkingen analyseren, met als doel het vaststellen van de oorzaken van de afwijkingen;
5. rapporteren en daarin te nemen maatregelen vermelden en aanbevelingen tot verbetering doen;
6. realisatie.

Enkel voor de volledigheid het verschil met zelfcontrole en externe controle. Bij zelfcontrole is enkel sprake van controle van de eigen werkzaamheden en het verschil met externe controle is dat deze door een onafhankelijke derde partij, die los staat van de onderneming, wordt uitgevoerd. Bij de keuze van de controlemaatregel is de afweging van het risico van belang.

## Doelstelling van administratieve organisatie
Administratieve organisatie heeft als doel coördinatie en afstemming van het organisatiefunctioneren. Dit gebeurt veelal door de functie of afdeling Planning en control.

### Coördinatie
Coördinatie is de taak van het management en de functie binnen de organisatie om er voor te zorgen dat alle activiteiten van de onderneming, die op de markt (inkoop, personeelswerving, verkoop) en interne activiteiten (gespecialiseerde activiteiten) naar aantallen, capaciteiten, specificaties, tijd, plaats, volgordelijkheid zo op elkaar zijn afgestemd dat de onderneming efficiënt functioneert. In de economische theorie van de onderneming (Coase, 1937) dat een onderneming bestaansrecht heeft voor zover deze haar activiteiten efficiënter coördineert dan het marktmechanisme dat zou doen. 
Binnen de onderneming is het middelenallocatieproces het meest kritische proces voor de ex-antecoördinatie van activiteiten, capaciteiten, goederen, diensten, etc. Het middelenallocatieproces maakt onderdeel uit van de functie van Management Control, in het bijzonder de deelfunctie Business Control. 
In de traditionele unit-organisatie was het belangrijkste model voor het middelenallocatieproces het bottom-upresourceallocatieproces van Bower (Bower, 1986). Sinds de opkomst van immateriële activa, accountmanagement, shared service centers, end-to-end processen geldt Bower’s model als verouderd (Bower, 2005). Het model voor middelenallocatie voor ex-antecoördinatie voor de moderne, op immateriële activa en informatie gebaseerde onderneming is het management control-model van Kaplan & Norton (2008).
De regel in het bedrijfsleven is dat ter maximalisatie van de informatieverwerkende capaciteit van de onderneming er maximale zelf-coördinatie moet zijn (tussen afdelingen, over de as van processen) en minimale hiërarchische coördinatie. Naast deze twee vormen van coördinatie worden nog onderscheiden expliciete- en impliciete coördinatie (de laatste berust op de cultuur in de organisatie).

### Afstemming
De doelrealisatie wordt gecontroleerd tijdens de uitvoering: de huidige situatie. Binnen de AO spreekt men van de "IST"-situatie. De gegevens die hieruit naar voren komen, worden gefilterd op doelgerichtheid en doelmatigheid. Zo wordt informatie verkregen. De IST- en de SOLL-situatie worden met elkaar vergeleken.
Geconstateerde afwijkingen worden onderzocht op oorzaak en gevolg. De verkregen gegevens worden omgezet naar informatie. Hiermee worden maatregelen opgesteld om de afwijkingen op te lossen of te verminderen. Dit zijn maatregelen in plannen, processen, systemen. Hiermee wordt het functioneren van de organisatie bijgesteld en beheerst.